# Nurcă americană
Nurca americană sau vizonul  (Neovison vison, sin. Mustela vison)  este un animal carnivor din familia Mustelidae. Este originară din America de Nord, dar a fost introdusă în Europa, Asia și Siberia. În Europa ca urmare a evadărilor din crescătoriile din Europa s-a extins în habitatele naturale din Islanda, Irlanda, Anglia, Norvegia, Suedia și Finlanda, apoi în Germania, Ucraina și în România, precum și în mai multe zone împădurite, și străbătute de cursuri de apă, din Rusia.
Are o lungime de aproximativ 50 cm și o greutate de 900 g. Se hrănește cu rozătoare, crustacee, pești, amfibieni și păsări. Au fost cazuri în care au atacat cormorani și pescăruși.